# Кимличка, Милан
Милан Кимличка (англ. Milan Kymlicka; род. 15 мая 1936, Лоуни, Чехия — ум. 9 октября 2008, Торонто, Канада) — чехословацкий и канадский аранжировщик, композитор и дирижер. Он был известен своими композициями для кино и телевидения, в частности для телесериала «Лесси».

## Биография
Родился 15 мая 1936 года в городе Лоуни, Чехия. После Пражской весны в 1968 году переехал в Канаду. Некоторое время работал в Canadian Broadcasting Corporation в качестве студийного аранжировщика, в 1974 году стал гражданином Канады.
В 1995 году написал музыку к фильму «Музей Маргариты», за что был удостоен премии Джини.
Умер 9 октября 2008 года. Одной из последних работ Милана Кимлички стала обработка песни «Závoj tkaný touhami», переведённой на чешский песни Таниты Тикарам «Twist in my Sobriety».